# National Association of Software and Services Companies

Logo

Die National Association of Software and Services Companies (NASSCOM) ist ein 1988 gegründeter Verband mit Sitz in Neu-Delhi.
Die nicht gewinnorientierte Organisation wird von ihren Mitgliedsunternehmen finanziert.
Im Januar 2009 waren mehr als 1200 indische und internationale IT-Unternehmen (sowohl Staatsunternehmen als auch private) Mitglied bei NASSCOM.